# Фридж
Фридж (араб. فريج‎ англ. Freej) — арабский мультсериал, для детей и взрослых, выполненный в 3D-графике, создан в ОАЭ. Английский слоган сериала The Fun Old Girls переводится буквально, как «Веселья старых девочек». Автором проекта является Мухаммед Саид Хариб, который создал идею ещё в 1998 году, но к её реализацией приступил в 2003 году при сотрудничестве Dubai Media City. Премьера сериала состоялась 24 сентября 2006 года — в первый день рамадана. Позже сериал начал транслироваться по многим телеканалам и набрал большую популярность на территории ОАЭ. Каждые последующие сезоны транслировались также в период рамадана. Хариб сказал, что сюжет в первых двух сезонах он полностью придумывал сам, однако в последующих, заручился поддержкой со стороны целой команды.

## Сюжет
Сюжет рассказывает о четырёх пожилых арабских женщинах: Ум Саид, Ум Салум, Ум Аллави и Ум Хаммас, воспитанных в старых традициях, они живут в старом пригороде Дубая, получая солидное пенсионное пособие, однако их мирной жизни угрожает бурно развивающийся город, который продолжает расширять свои границы. Женщины целыми днями проводят в доме Ум Саид за чашечкой кофе и должны периодически решать социальные вопросы и сталкиваться с непониманием со стороны современного поколения.

## Персонажи
Все имена персонажей имеют приставку Ум, что переводится, как мама [того то], так традиционно арабы обращаются к своим бабушкам.
Ум Саид (أم سعيد)
Носит красный костюм, имеет стройную осанку. Самая старшая и мудрая в группе. Любит стихи и знает множество старых поговорок. Очень пристрастна к кофе. Это также самый первый персонаж, созданный Харибом, имя Саид дано в честь его отца, а «Ум Саид» идёт от имени бабушки Хариб, которым он к ней обращался. Озвучивает Маджид Ал Фаласи (ماجد الفلاسي).
Ум Салум (أم سلوم)
Носит синий костюм, тучная и самая спокойная в группе. Страдает амнезией. Озвучивает Абдулла Хусейн (عبدالله حسين).
Ум Аллави (أم علاوي)
Носит жёлтый костюм. Самая высокая, стройная в группе и образованная. В отличие от остальных, она умеет обращаться с современной техникой и периодически работает за компьютером. Ум Аллави имеет персидские корни и поэтому говорит с небольшим акцентом. Говорит на нескольких языках. Озвучивает Ашджан (أشجان).
Ум Хаммас (أم خمّاس)
Носит зелёный костюм, тучная и смуглая. Трижды вдова. Имеет собственный ресторан, где работает на кухне. Самая громкая и вспыльчивая в группе. Её родители ещё не умерли, и Хаммас очень боится свою маму, чей характер ещё хуже, чем у Ум Хаммас. Её озвучивает Салем Джассим (سالم جاسم), который утверждает, что Хаммас получилась классическим персонажем-бедуином и очень похожа на его бабушку.

## История
Мухаммед Саид Хариб впервые создал персонажей, будучи студентом северо-восточный университета в Бостоне, Массачусетсе, США. Учитель дал задание каждому ученику создать героев, принадлежащих их народу и культуре. 
Прообразом персонажей Хариба послужили эмиратские женщины старого поколения, которым по словам Хариба когда то приходилось работать в тяжёлых климатических и финансовых условиях, в то время, как их мужья постоянно отсутствовали, выращивая жемчуг, или занимались другими делами. Так Хариб создал эмиратскую женщину-бедуина в традиционном костюме. Все актёры, озвучивавшие главных героинь являются друзьями Хариба и у них ранее не было опыта с актёрской работой, Хариб верил, что зрителям нужны «простые голоса» местных людей, также Хариб уверен, что его друзья идеально подходят для озвучивания персонажей. Ранее Хариб проводил кастинг, где приняли участие 60 человек, но безуспешно.
Сейчас в разработке мультфильма принимают участие 500 человек, а Хариб сказал, что чувствует себя «капитаном корабля». Хариб создал всех персонажей, разрабатывает сценарии, работает с актёрами, пересматривает черновые скрипты, говоря следующее: «Здесь есть всегда, что делать, даже здания, которые иногда надо передвигать в более правильные места».

## Критика
Представитель журнала The Economist сказал следующее: Сериал стал супер-популярном в своём регионе среди разных поколений, как арабский аналог Симпсонов, а описание жизни хриплых и непочтительных арабских праматерей стало откровением.
Сам Хариб утверждает, что причиной большой популярности сериала является тот факт, что страны арабского мира очень мало выпускают качественной продукции, а фильмы, связанные с арабской и восточной тематикой являются в основном иностранными, многим людям просто хочется смотреть отечественную продукцию.
Основная концепция мультфильма заключается в том, как старое поколение бабушек беспечно живёт в деревне посреди пустыни и рядом с ними строят самый высокий небоскрёб в мире! Так они адаптируются к новой жизни, сталкиваются с новыми, непонятными ими вещами, взаимодействуют с новым поколением и пытаются найти лёгкие пути для решения своих проблем.
Некоторые серии арабскими зрителями воспринимались неоднозначноː в серии «Blagh El Kazeb» Ум Хамас, услышав об неутешительном диагнозе от врачей, что она скоро умрёт, стала религиозной фанатичкой, отстранилась от подруг и объявила себя муфтием, одновременно взывая к религиозной ненависти. После того, как Хамас «чудесным образом» излечилась, стала снова такой же, как и прежде. Многим зрителям не понравился этот эпизод, по их мнению из-за выставления ислама в негативном свете, однако Мохаммед Сариб, создатель серии хотел таким образом показать обеспокоенность тем, что многие люди, чрезмерно увлекаясь религией в результате начинают идти по «тёмному пути». Однако при повторных трансляциях, данная серия была исключена.